# Феодосий II
Фла́вий Феодо́сий II (греч. Θεοδόσιος Β, лат. Flavius Theodosius; 10 апреля 401, Константинополь, Восточная Римская империя — 28 июля 450, там же), также известный как Феодо́сий Мла́дший или Феодо́сий Каллигра́ф — император Восточной Римской империи на протяжении 48 лет, с 402 года, когда он стал соправителем своего отца Аркадия. После его смерти в 408 году занял престол единолично. Правил империей вплоть до своей смерти в 450 году. За красивый почерк получил прозвище «Каллиграф».

## Ранние годы
Феодосий II родился 10 апреля 401 года и был единственным сыном императора Аркадия и его франкской жены Элии Евдоксии. Существовала версия, что настоящим отцом Феодосия был придворный комит Иоанн, поскольку мать Феодосия была не особо верна своему мужу. Он был назван в честь своего деда — императора Феодосия Великого. У Феодосия II было четыре сестры — старшие Флацилла, Пульхерия, Аркадия и младшая Марина. В январе 402 года Феодосий был провозглашен августом своим отцом, став самым юным человеком в римской истории, имевшим титул августа.
В 403 году мать Феодосия Евдоксия добивается изгнания Иоанна Златоуста, а затем умирает 3 октября 404 года во время родов. После этого большую власть в империи получает префект Преторианской префектуры Востока Антемий, который построил Феодосиевы стены Константинополя. 1 мая 408 года умирает отец Феодосия Аркадий, после этого префект Антемий становится регентом малолетнего императора до 414 года, после чего регентствует сестра императора Пульхерия.
Согласно Сократу Схоластику жизнь в семье Феодосия была подобна монастырю. Феодосий II рано просыпался и вместе с сёстрами пел христианские антифоны, знал на память священное писание, был добрым, никому не мстил и никого не оскорблял, «воздерживался и от гнева, и от печали, и от удовольствий».
4 июля 414 года Пульхерия получает титул августы, даёт обет безбрачия и в 15-летнем возрасте становится регентом 13-летнего Феодосия II. При регентстве Пульхерии в 414 году в Александрии разгорается конфликт между Кириллом Александрийским и префектом Египта Орестом, в результате которого Кирилл Александрийский изгоняет многочисленное еврейское население из Александрии, дав начало рассеянию. Пульхерия помогает Феодосию II и в выборе невесты и знакомит его с Евдокией, которая становится женой Феодосия 7 июня 421 года.
Из-за начавшегося гонения на христиан в Сасанидской Персии при шахиншахе Бахраме V начинается война Византии с Персией. Однако из-за вторжения гуннов в 422 году Римская империя и Сасанидская Персия подписывают мир на условиях свободы вероисповедания для иранских христиан и зороастрийцев, живущих на римских территориях.

## Правление

### Внутренняя политика
Несмотря на рекордный для империи срок правления, Феодосий никогда не держал бразды управления государством в собственных руках, передоверив ведение дел своим царедворцам и родственникам. В течение шести лет после смерти его отца управлением заведовал префект претория Антемий, который затеял обнесение Константинополя мощными стенами, в значительной степени уцелевшими до наших дней. В 414 году августой и регентом при малолетнем монархе была объявлена его деятельная сестра Пульхерия. С 428 по 441 годы большое влияние на государственное управление оказывала его жена Евдокия, позднее — евнух Хрисафий.
К чему Феодосий питал подлинную склонность — так это занятие науками. В 425 году открылся Константинопольский университет. В 420—422 годах он дал разрешение армянскому учёному Месропу Маштоцу открыть школы в Западной Армении. Наконец, в 438 году был издан кодекс Феодосия, собравший воедино все императорские постановления начиная с 312 года.
Около 446 года взбунтовался некий Иоанн Вандал, однако полководцы Ардавурий и Арсес разбили его войска, а самого захватили в плен. Император намеревался оставить мятежнику жизнь, но Хрисафий подстроил убийство пленника прямо во дворце.

### Внешняя политика
Основные заботы Феодосия состояли в отражении нападений гуннов и персов.
В 422 и 447 годах империя сумела отбить наступления Сасанидов, но в то же время Аттила, несмотря на примирительную политику Феодосия, в 441—443 и 447 годах опустошил дунайские провинции империи.
После смерти Гонория, когда власть захватил Иоанн, Феодосий направил войска для установления в Западной империи племянника Гонория Валентиниана. После Феодосий старался поддерживать дружественные отношения с западным императором Валентинианом III и выдал за него свою дочь Лицинию Евдоксию. В 443 году Феодосий отправил войска на помощь западному императору в освобождении от вандалов Испании и Северной Африки, но поход окончился неудачей.
В 450 году Феодосия на охоте сбросил его конь, и он умер от повреждения позвоночника.

### Отношение к церкви
Христианскую церковь в правление Феодосия II потрясали смуты. Не последнюю роль играло личное вмешательство императора в дела церкви (который, в отличие от своего отца, живо интересовался церковными вопросами); так, «масла в огонь» подлило одобренное императором в 428 году назначение на столичную кафедру ересиарха Нестория, который три года спустя был низложен решением Эфесского собора. Распространение монофизитских учений и Второй Эфесский собор вызвали необходимость созыва вселенского собора в Халкидоне, который открылся уже после смерти императора.
В 426 году по приказу Феодосия было сожжено древнегреческое святилище Олимпия, а в 448 году он издал эдикт против произведений философа-неоплатоника Порфирия, которым указывал предавать огню сочинения последнего, а также иную литературу, направленную против христианских догматов.

## Образ в искусстве
Феодосий II показан в историческом фильме «Аттила — завоеватель» (США, 2001 г.), где эту роль исполнил Тим Карри.